# Parque Tercer Milenio
El parque metropolitano Tercer Milenio está ubicado en el centro de Bogotá, la capital de Colombia, cerca de la estación Tercer Milenio del sistema TransMilenio. Se encuentra en la antigua zona de El Cartucho, entre las calles Sexta y Novena, y la carrera Décima y la avenida Caracas. El parque está en proceso de terminar su última fase de construcción, que incluye un desarrollo urbanístico en su zona septentrional. En su zona occidental se encuentra el edificio del Instituto Nacional de Medicina Legal y Ciencias Forenses.

## Características
El parque fue construido sobre la zona antes conocida como El Cartucho, en el barrio de Santa Inés, que era un lugar tradicional de la ciudad donde habitaba la clase alta y que a mediados del siglo XX fue abandonado por sus tradicionales habitantes, pasando a ser habitado por indigentes y convirtiéndose así en una zona peligrosa. 
La extensión del mismo es de 16.5 hectáreas despejadas, para toda clase de recreación, ciclorutas, canchas con graderías, sitios para ventas, baños públicos, sótano de parqueo para aproximadamente 800 vehículos y un espacio aledaño reservado para el comercio. En el centro del parque, se encuentra el Portal Interactivo ETB Parque Tercer Milenio, el cual ofrece servicio gratuito de Internet al público de los estratos 1, 2 y 3.
En el 2015 fue considerado como una de las zonas más peligrosas de Bogotá, por los continuos robos a peatones y vehículos que realizan residentes de la calle del Bronx.

## Construcción
La construcción del parque forma parte de un plan de la ciudad por la recuperación del centro de Bogotá la cual comenzó en 1998. Su nombre provino de la necesidad de la construcción de una obra que marcara la bienvenida al nuevo milenio. Para los años 1990, el sector se encontraba en una situación crítica por su alto nivel de inseguridad y delincuencia. Hoy en día la zona está recuperada y se encuentra cerca de la nueva Troncal de TransMilenio de la Avenida Caracas. El plan de recuperación también incluyó la Plaza de Los Mártires y la Plazoleta de San Victorino. 
La primera etapa de la construcción del parque fue entregado en junio del 2000, la segunda parte en 2004 y ha beneficiado a la localidad de Santafé y a los barrios de Eduardo Santos, San Bernardo y La Estanzuela. El proyecto final debe cubrir en total una extensión de 20 hectáreas y se espera que cubra el sector de la Avenida Jiménez hasta la Avenida Caracas entre las calles sexta y novena.